# Зета у доба Балшића
Зета у доба Балшића је историографски назив за српску средњовековну област Зете у доба владавине великашке династије Балшића, од око 1360. до 1421. године. Током тог раздобља, Зета је обухватала средишње и јужне делове данашње Црне Горе и северне делове данашње Албаније, а привремено се ширила и на неке друге области у непосредном суседству. Након изумирања владарског рода Балшића (1421), Зета је постала део Српске деспотовине.

## Зета у доба успона Балшића (1360—1371)
Након смрти српског цара Стефана Душана (1355) долази до јачања обласних великаша међу којима се на подручју Зете истичу Балшићи. Првобитни поседи родоначелника ове властеоске породице Балша I налазили су се у околини Скадра, одакле су његови синови Страцимир, Ђурађ I и Балша II почели да шире свој утицај према осталим крајевима Зете. Око 1360. године, браћа Балшићи су се већ увелико истицали као најутицајнији великаши на подручју Зете, а као такве их помиње и српски цар Урош (1355-1371) у својој повељи Дубровчанима. Током наредних година, Балшићи су постали обласни господари на подручју Зете, а њихово место у првим редовима српске властеле потврђено је женидбом Ђурђа I Балшића са ћерком краља Вукашина (1365-1371). У време Маричке битке (1371), област Зете је већ увелико била уобличена као политичка целина под влашћу Балшића, који су након погибије краља Вукашина и смрти цара Уроша постали потпуно самостални господари у зетским областима.

## Зета у доба самосталности Балшића (1371—1403)
Након смрти цара Уроша (1371) Балшићи су постали самостални обласни господари, а њихова држава је поред Зете обухватала и неке суседне области, проширивши се према истоку све до Пећи и Призрена. На другој страни, своју власт су 1373. године проширили заузимањем Травуније са Драчевицом, Конавлима и Требињем, али ове области су изгубили већ 1377. године. Након смрти Ђурђа I Балшића (1378), власт се нашла у рукама његовог млађег рата Балше II, који се окренуо према јужним областима, постигавши знатне успехе у Албанији. Иако је успео да освоји Драч, недуго потом је погинуо 1385. године у бици на Саурском пољу. Наследио га је синовац Ђурађ II Балшић, који је владао Зетом од 1385. до 1403. године. Добри односи између двојице српских владара, Ђурђа II и кнеза Лазара, учвршћени су око 1387. године склапањем брака између Ђурђа и Лазареве ћерке Јелене. На другој страни, Ђурађ II је 1396. године предао Млечанима градове Скадар и Дриваст, пошто није био у стању да их одбрани од Турака. Предаја је обављена уз услов да му млетачки Сенат плаћа годишњу провизију од 1000 дуката, колико је износио његов дотадашњи приход са тог подручја.

## Зета за време владавине Балше III (1403—1421)
Од 1403. до 1421. године, Зетом је владао Ђурђев син Балша III Балшић. Његова мајка Јелена, сестра деспота Стефана Лазаревића, преудала се 1411. године за великог војводу Сандаља Хранића Косачу, који је био најмоћнији великаш у областима Травуније, Захумља и горњег Подриња. У међувремену, Балша III се суочио са настојањем Млечана да прошире своју власт у приморским областима Доње Зете. Тим поводом је 1405. године дошло до избијања Првог скадарског рата. Иако је покушао да искористи незадовољство народа млетачком управом, Балша није успео да запоседне млетачки Скадар, а већ током исте године се суочио са снажним млетачким одговором, изгубивши приморске градове Улцињ, Бар и Будву, а нешто касније и Дриваст. Тиме се готово читава Доња Зета нашла у власти Млечана. Током наредних година, рат је настављен без већих битака. Потом су отпочели преговори око склапања мира, а у њих се као посредник укључио и деспот Стефан Лазаревић. Он је већ у мају 1406. године посредовао код Млечана, затим поново у јуну 1407. године током преговора код Бара, али том приликом није дошло до склапања мира, пошто су Млечани пристајали да врате само Будву, али не и друге запоседнуте градове. Нови преговори су у јуну 1408. године довели до склапања споразума, по којем је Балша требало да призна Млечанима власт над Улцињем и Баром, а за узврат би добио сву обалу од Луштице до граница Марије Ратачке, са Будвом, Паштровићима и соланама. Иако је био потписан, овај споразум није спроведен, тако да је сукоб настављен.
Због страха да ће се предајом Луштицом њихов град наћи у окружењу Балшиних поседа, Которани су почетком 1409. године, покушали да се ставе под врховну власт Млечана. Недуго потом, Млечани су у јуну склопили мир са турским султаном Сулејманом, обавезавши се на плаћање харача, а за узврат су добили султаново признање њихових поседа Доњој Зети. Прилике су постале још сложеније када су Млечани у јулу 1409. године за 100.000 дуката од откупили Владислава Напуљског његова права на Далмацију, чиме су дошли у сукоб са краљем Жигмундом Луксембуршким (1387—1437), који је као угарски краљ полагао право на Далмацију. Током јесени 1409. године, Балшина мајка Јелена је преговарала са Млечанима о миру, што је довело до склапања једногодишњег примирја.
У јесен 1411. године, угарски краљ Жигмунд је отпочео рат против Млетачке републике, услед чега су Млечани пристали на преговоре са Балшом. У априлу 1412. године у Венецију су стигли представници Балше и његовог новог очуха, војводе Сандаља, који је посредовао у преговорима. У исто време, Балша је опсео Бар, да би извршио додатни притисак на Млечане. После предаје Бара Балши, Млечани су у новембру 1412. године пристали на склапање мира. Према одредбама мировног споразума, обе стране су се усагласиле да се све врати на стање пре почетка ратних сукоба, што је значило да ће Млечани вратити Балши градове Будву и Улцињ, уз исплату годишње накнаде од 1.000 дуката. До нарушавања мировног споразума је дошло 1419. године, чиме је означен почетак Другог скадарског рата. Под млетачку власт су током 1420. године потпали Котор и Будва. Балша није дочекао крај рата, пошто је умро 1421. године, а власт у Зети је наследио његов ујак, деспот Стефан, чиме је ова област ушла у састав Српске деспотовине.